# Serafina
Serafina je ženské křestní jméno hebrejského původu ("seraf") vykládající se jako "ohnivý", "planoucí" (anděl). Jmeniny slaví 12. října dle zahraničních kalendářů.

## Domácké podoby
Sera, Serafinka, Finn, Finetta, Fína, Serafin, Siri, Seraf, Rifí, Sinka, Sisi

## Známí nositelé
- Sv. Serafín z Montegranara

- Seraphina Rose Affleck, dcera herců Bena Afflecka a Jennifer Garnerové
- Serafina Bones, fiktivní postava z knih o Harrym Potterovi